# 赫盧欽地區

赫盧欽地區

赫盧欽地區（德語：：捷克語：）是捷克西里西亞的一個地區，現在是捷克共和國摩拉維亞-西里西亞州的一部分。它以其最大的城鎮赫盧欽命名。其面積為316.9平方公里，2001年約有73,914名居民。
赫盧欽地區作為一個實體的歷史始於1742年6月11日普魯士國王腓特烈二世與奧地利女皇瑪麗亞·特蕾莎簽署的《布雷斯勞條約》。1740年，普魯士發動了第一次西里西亞戰爭，征服了西里西亞大部。根據條約條款，特羅波公國被瓜分；奧帕瓦河以南的土地仍屬於奧地利西里西亞，赫盧欽附近的北部地區歸普魯士所有，並於1815年併入西里西亞省。
赫盧欽地區與普魯士一同於1871年成為了德意志帝國的一部分，德國在第一次世界大戰戰敗後，赫盧欽成為了國際爭端的地點，因為這裡的人口主要講捷克語。1920年2月4日，根據《凡爾賽條約》第83條，赫盧欽地區在未經公投的情況下移交給了捷克斯洛伐克，儘管調查表明其人民和上西里西亞更相似，並且大多數人更願意加入德意志人領導的魏瑪共和國。
1938年10月1日，作為根據慕尼黑協定從捷克斯洛伐克奪取的地區的一部分，赫盧欽地區被納粹德國占領。然而與其他前捷克斯洛伐克領土不同的是，它不隸屬於蘇台德帝國大區，而是隸屬於西里西亞大區（1941年起為上西里西亞大區）。
二戰後，赫盧欽地區和蘇台德以及其他地區一樣，被歸還給捷克斯洛伐克。然而與該國數百萬其他講德語的人不同，該地區沒有遭到大規模驅逐，只有3000名公民不得不移民。